# 白凌阿
白凌阿（穆麟德轉寫：Bailingga；？—1868年），清朝内扎萨克蒙古的蒙古族平民。19世纪太平天国运动同时期领导内蒙古东部农民起义。

## 经历
白凌阿，系卓索图盟喀喇沁右翼旗人。而据清朝档案记载，白凌阿被捕后自己供称“系敖罕贝子旗营下蒙古人”。他父母早亡，孤身一人，以卖马为生。1859年冬，因生活困难参加汉人王洛七领导的农民起义军，白凌阿在卓索图盟、奉天西部地区、山海关内外和哲里木盟科尔沁左翼中旗、科尔沁左翼后旗从事反清活动。1860年初，伙同王果良等人抢劫，截获奉天“饷车十三辆”。同年11月，“复在锦州石山站截获科尔沁饷车十余辆，金条十三块，宝银五个”。1861年初，白凌阿带领起义军联合汉人王达领导的农民军攻克义州。盛京将军玉明率军镇压，王达在从义州突围时被俘身死。清廷又命热河都统春佑指派八沟营参将松年等人动用平泉、建昌、朝阳等地的军队围剿。同年3月，白凌阿联合农民起义领袖刘珠、李风奎、才宝善等攻占朝阳县、赤峰县，焚官府，夺库银，释放5百多犯人。
清廷调动京畿禁军和哲里木盟、归化城5千步、骑兵攻朝阳。白凌阿率部逃跑。4月9日，起义军在水川与清军交战。4月中旬又在其他地区遭清军重创，白凌阿、才宝善等率余部转战敖汉旗、建昌县以及卓索图盟、昭乌达盟和哲里木盟。
1862年（同治元年）2月，再度失利。1863年秋，白凌阿、才宝善、王五、弥勒僧格等在昌图击败清军，进逼吉林。 
清政府视白凌阿为“积年巨盗”，多次派兵联合蒙古各盟出兵进剿，“一体严密搜拿”。1868年（同治七年）2月起义军战败，清军抓获白凌阿，後将其处决。